# Waar is mijn water?
Waar is mijn water? (Engels: Where's My Water?) is een puzzelspel dat is uitgegeven door Disney Mobile voor iOS, Android, Windows Phone, Windows 8 en BlackBerry. In de eerste maand na de publicatie op 22 september 2011 werd het spel een miljoen keer gedownload. Het spel won een Apple Design Award in 2012.

## Spelverloop
Hoofdpersoon is de alligator Swampy die in een badkuip zit te wachten tot er water uit de kraan komt. De speler moet een watervoorraad naar Swampy's leiding leiden maar moet daarbij de algen vermijden, die het water absorberen. Ook moet gif vermeden worden, dat zich vermengt met het water. Door het water langs badeendjes te leiden kan de speler extra punten verdienen.

## Bonus
Er zijn verschillende bonussen in het spel: Allie, Cranky, Verloren Levels, Levels van de week en Mysterieuze Eend.

## Where's My Perry?
Where's My Perry? is een variant op Where's My Water?